# Thurn (Wuppertal)
Die Ortslage Thurn oder Am Thurn im Wohnquartier Sonnborn im Wuppertaler Stadtbezirk Elberfeld-West geht auf eine alte Hofbezeichnung zurück. Die Ortslage am Rande des Sonnborner Kreuzes ist überbaut, Reste der alten Hofschaft sind nicht erhalten.

## Etymologie
Die Herkunft des Namens „Am Thurn“ stammt von einem bereits im 14. Jahrhundert erwähnten Wehrturm bzw. Bauernturm, welcher der bäuerlichen Bevölkerung in Not- und Kriegszeiten als Zufluchtsort diente, und zu dem rund 1,4 Kilometer weiter nördlich liegenden Lüntenbecker Hofesgut gehörte. In einer Urkunde wurde 1356 ein „Tyelen zum turne schaffenen (= Schöffe) zu Sunburne“ genannt.

## Die heutige Straße

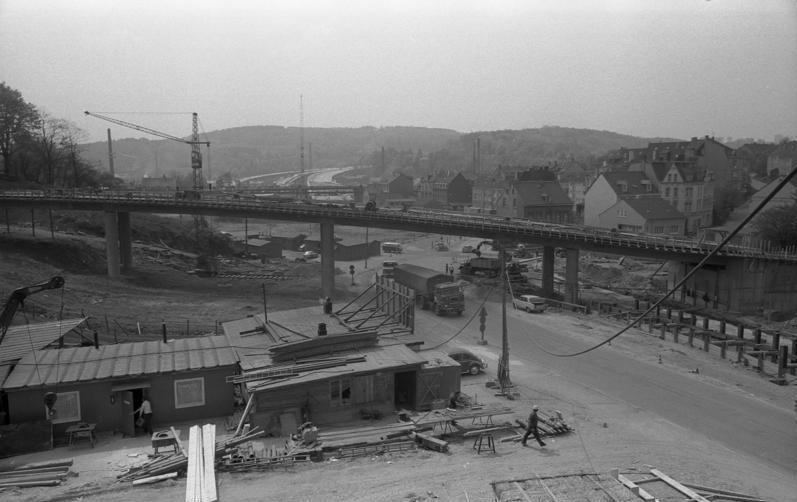
Die Brücke der Straße Am Thurn beim Bau des Sonnborner Kreuzes 1971, der Kern der Ortslage befand sich auf der rechten Bildseite

Nach der Ortslage ist am 17. Juni 1890 ist Straße Am Thurn benannt. Der Ausbau der Straße erfolgte 1896/97, sie verlief von der Sonnborner Straße nach Westen bis zur Gemeindegrenze in Vohwinkel an der Heinrich-Heine-Straße. Am 21. Dezember 1951 wurde der westliche Teil in der Heinrich-Heine-Straße einbezogen. Nach dem Bau des Sonnborner Kreuzes führt die Straße Am Thurn als innerstädtische Straßenbrücke über das Autobahnkreuz.